# Schloss Dobersberg

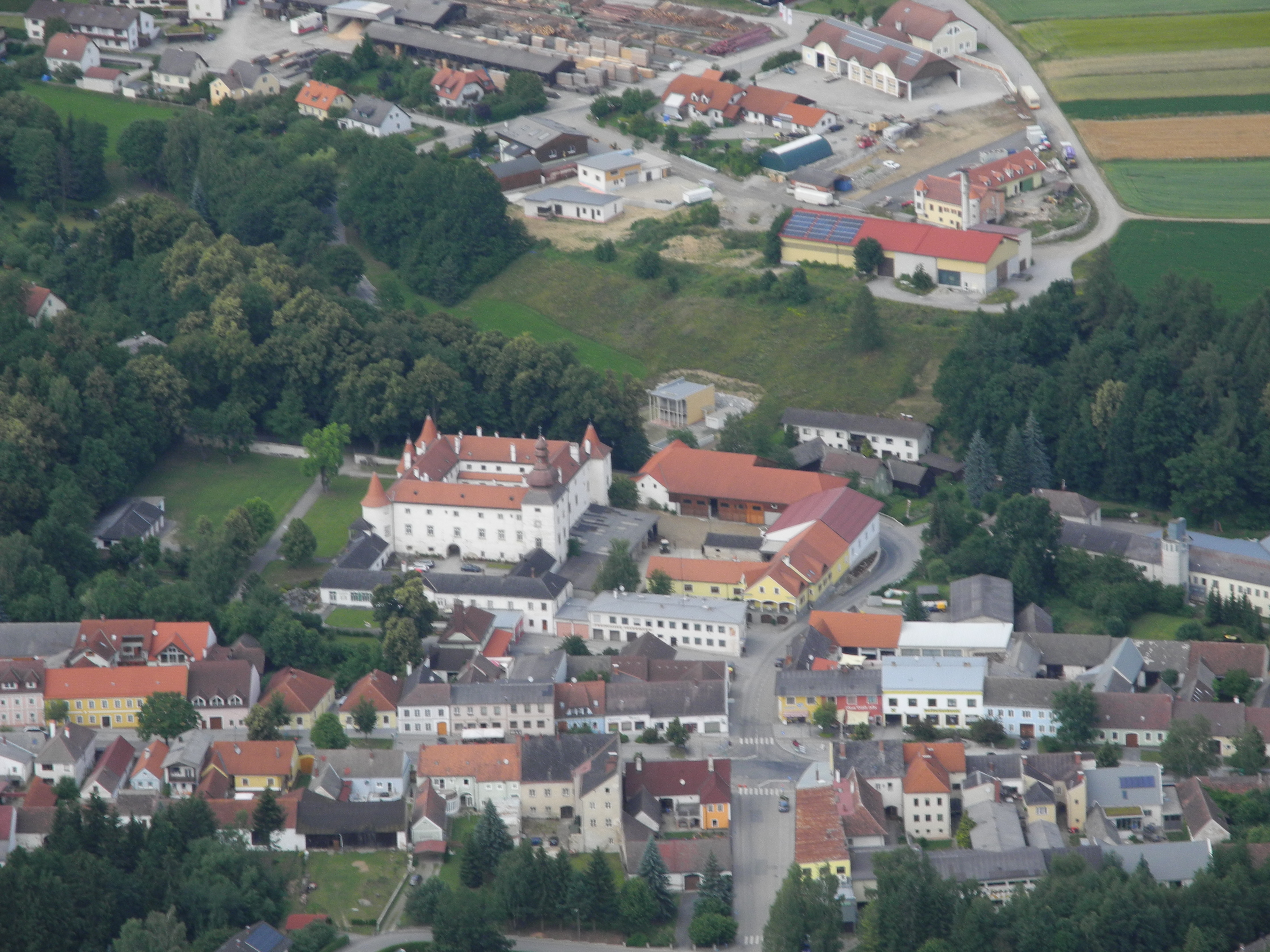
Schloss Dobersberg

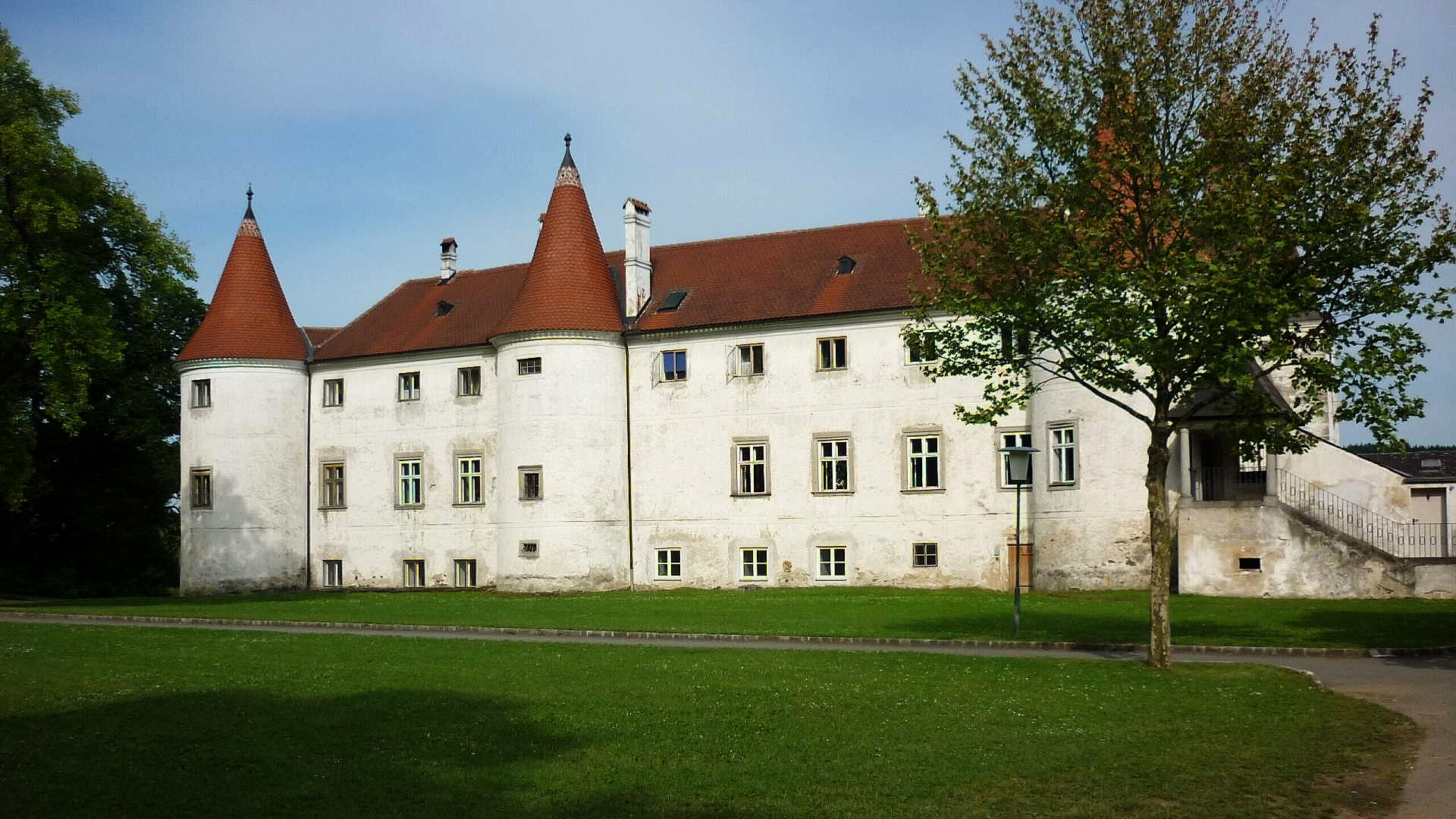
Das Schloss aus Westen mit drei Rundtürmen und Aufgang

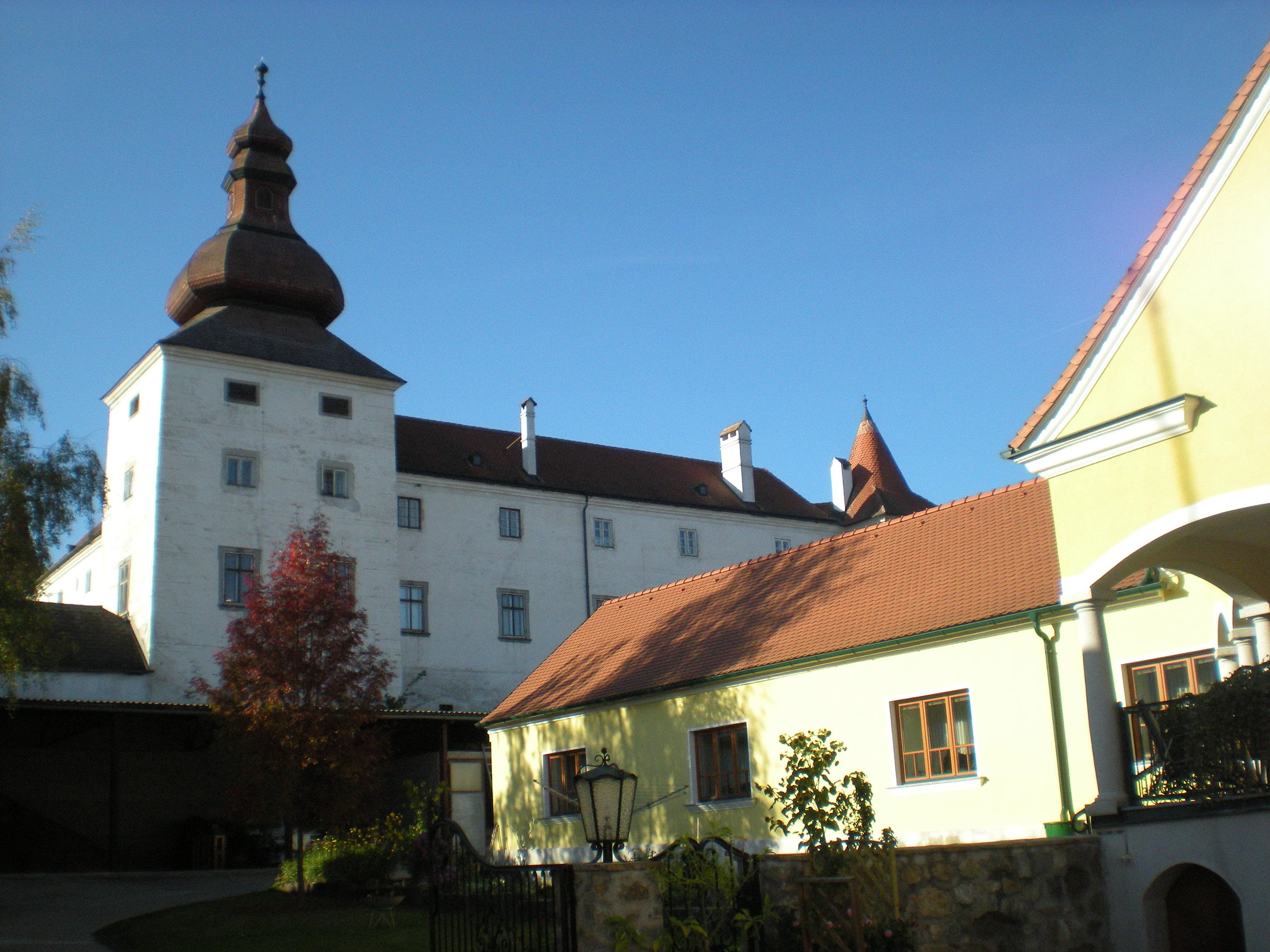
Der südöstliche Eckturm mit Zwiebeldach

Schloss Dobersberg ist ein vierflügeliges Renaissanceschloss und steht in der Marktgemeinde Dobersberg im Bezirk Waidhofen an der Thaya im Waldviertel in Niederösterreich. Das Schloss wird als Gemeindeamt und Naturkundemuseum genutzt. Das Gebäude steht unter Denkmalschutz.

## Geschichte
Ein mittelalterlicher Wehrbau schien in Dobersberg um 1305 erstmals auf. Das heutige Schloss ist als dessen ortsgleicher Nachfolger zu sehen und wurde von Sigmund von Puchheim um 1570 errichtet. Seine Erben mussten den Besitz aber 1588 an Johann Ambros Brassican verkaufen, der ihn seiner mit Christoph Adam Fernberger verheirateten Tochter Anna Sabina vererbte.
Im Dreißigjährigen Krieg wurde das Schloss von böhmischen Truppen geplündert.
1645 kaufte der kaiserliche Obrist Johann Ernst Freiherr von Montrichier die Herrschaft den Fernbergern ab, 1673 gelangte sie an Peter Freiherr von Ugate. Im Jahr 1678 erwarb die Familie Herberstein Schloss und Herrschaft. Ende des 18. Jahrhunderts verkaufte die Familie Herberstein alle ihre Besitztümer im Waldviertel, so auch Schloss und Herrschaft Dobersberg.
Mit Sebastian Edler von Güldenstein fand sich ein neuer Besitzer, der die Liegenschaft allerdings verpachtete. Mit Philipp Ferdinand Graf von Grünne, der 1802 in den Besitz von Dobersberg kam, erlebte das Schloss schließlich wieder einen Aufschwung. Er ließ es in den Folgejahren aufwändig renovieren und legte einen Schlossgarten an.
Nach dem Tod von Philipp III. Graf von Grünne kam das Schloss zuerst an seine Mutter und dann schließlich an seinen Neffen Graf Friedrich von Szápáry.
Im Jahr 1945 wurde das Schloss stark beschädigt und in den Folgejahren durch die russische Besatzung stark in Mitleidenschaft gezogen. So ging beispielsweise die gesamte klassizistische Einrichtung verloren. 1948 kaufte die Marktgemeinde Dobersberg den Bau und ließ ihn ab 1972 renovieren. Heute sind in den Räumlichkeiten das Gemeindeamt und ein Naturkundemuseum untergebracht.

## Architektur
Bei Schloss Dobersberg handelt es sich um einen dreigeschoßigen gedrungenen vierflügeligen Bau. Die Außenecken sowie die Westseitenmitte des Schlosses sind durch runde Türme mit geschwungenem Kegeldach verziert, die südöstliche Ecke besitzt hingegen einen viereckigen Turm mit Zwiebeldach. Ursprünglich hatte dieser Turm eine Galerie mit Giebeldach, im Zuge der Umbauarbeiten 1805 wurde der heute noch bestehende Zwiebelhelm errichtet.